# Nazionali sudamericane di calcio a 5
Le nazionali di calcio a 5 sudamericane sono le rappresentative calcistiche delle proprie nazioni, tutte geograficamente situate in Sud America e membri delle federazioni iscritte alla CONMEBOL. Partecipano a tutte le competizioni relative alla propria federazione continentale, come la Copa America, e le qualificazioni ai mondiali di calcio.
Le federazioni di Guyana e Suriname fanno parte della CONCACAF.

## Squadre
- Argentina
- Bolivia
- Brasile
- Cile
- Colombia
- Ecuador
- Paraguay
- Perù
- Uruguay
- Venezuela